# 新春 こだま&ワイドビューフリーきっぷ
新春 こだま&ワイドビューフリーきっぷ（しんしゅん こだま&ワイドビューフリーきっぷ）は、東海旅客鉄道（JR東海）が発売していた正月限定の特別企画乗車券（一日乗車券）である。
「普通車自由席用」と「グリーン車4回用」の2種類がある。

## 概要
毎年1月1日当日に限り、東海道新幹線の「こだま」とJR東海在来線全線および伊勢鉄道線（2013年から。価格は変わらず）の特急・急行・快速・普通列車の普通車自由席が自由に乗り降りできる。
- 名古屋 - 新大阪間は「ひかり」の普通車自由席にも乗車できる。普通車指定席に乗車する場合は別途当該区間の新幹線特急券を、グリーン席に乗車する場合は当該区間の新幹線特急券とグリーン券を購入することで乗車できる。
- ホームライナーなど座席定員制の列車は別途乗車整理券が必要。
- 「のぞみ」・東京 - 名古屋間の「ひかり」および寝台列車は利用できない（乗車券と該当列車の料金券が必要）。
- 愛知環状鉄道線など、JR他社へ直通する列車に乗車の場合は、乗車券は境界となる駅から、特急券等はJR東海管内の最後の停車駅（境界駅を含む）からの物が必要。

「グリーン車4回用」は上記に加え、「こだま」および名古屋 - 新大阪間の「ひかり」のグリーン車（普通車指定席に乗車する場合は別途当該区間の新幹線特急券、乗車券が必要）、在来線のグリーン車・普通車指定席が4回（列車）まで利用できる。
有効期限は1月1日の0時を過ぎて最初に停車する駅から、1月2日の0時を過ぎて最初に停車する駅までとなる。
なお、2015年版以降は発売されていない。

## 2014年版
本節では2014年1月1日に有効だったものについて記述する。
- 利用期間 … 2014年1月1日当日限り
- 発売期間 … 2013年12月1日から2014年1月1日まで。利用当日の購入も可能。
- 価格 …

普通車自由席用　おとな 13,000円・こども 3,000円
グリーン車4回用　おとな 15,000円・こども 5,000円

## その他
- グリーン車用はかつて座席指定が無制限だったが、2005年から4回（列車）までに制限された。